# Chesău
Chesău (węg. Mezőkeszü) – wieś w Rumunii, w okręgu Kluż, w gminie Mociu. W 2011 roku liczyła 384 mieszkańców.